# Influenzavirus A subtipo H7N1
El H7N1 es un subtipo de la especie de Influenza virus tipo A del virus de la gripe (en ocasiones llamado virus de la gripe aviar).
Una cepa de este subtipo del virus de la influenza A, causó un brote de gripe con importante propagación en numerosas granjas de pavos entre 1999 y 2000 en Italia, provocando enormes pérdidas en el sector.